# نهر كومو
نهر كومو هو نهر في شمال سومطرة، إندونيسيا. وهو أحد روافد نهر روكان.